# Македоника (2011)
 Тази статия е за северномакедонското списание.  За гръцкото вижте Македоника.  
„Македоника“ (на македонска литературна норма: „Македоника“) е научно и литературно списание, което излиза в Скопие, Република Северна Македония, от 2011 година. Издава се Дружеството „Македоника Литера“.

## История
Първият брой на списанието излиза през април 2011 година. Главен и отговорен редактор на списанието е Науме Радически, а други членове са Волф Ошлис и Нове Цветаноски. Списанието е тримесечно и публикува приноси от няколко области: културна история, културно наследство, история, етнология, литература, език. „Македоника“ се опитва да е концептуално и съдържателно различно от другите списания, издавани в Северна Македония. Списанието публикува и текстове от чуждестранни автори, които се отнасят до Македония и които са недостатъчно известни на публиката в страната.